# Monocosmoecus pulcherrimus
Monocosmoecus pulcherrimus är en nattsländeart som beskrevs av Schmid 1955. Monocosmoecus pulcherrimus ingår i släktet Monocosmoecus och familjen husmasknattsländor. Inga underarter finns listade i Catalogue of Life.